# 리라이트 (비주얼 노벨)
《리라이트》(일본어: リライト)는 Key에서 제작한 7번째 작품으로, 2008년 4월 1일 제작사 홈페이지를 통해 제작기획이 발표되었다.
제작발표가 만우절에 이루어진것과, 크로스 채널의 다나카 로미오와 쓰르라미 울 적에, 괭이갈매기 울 적에의 용기사07이 시나리오를 담당하는 것으로 되어 있어, 처음에 만우절 장난으로 알려지기도 했었다. 정확히 발표 1년 만인 2009년 4월 1일, 정식 홈페이지가 개설되었다. 2010년 4월 1일에 성인향 작품이라고 발표했으나 만우절 장난이었고 전체 이용가라고 한다.
2015년 9월 27일에 TV 애니메이션화가 발표되어, 다음 해 7월부터 9월까지 방영되었다.
2016년 9월 24일에 TV 애니메이션 2nd 시즌의 방송이 발표되었다. 2nd 시즌은 2017년 1월부터 3월까지 방영되었다.

## 줄거리
녹화 도시(緑化都市) ・ 카자마츠리(風祭).
문명과 초록의 공존이라고 하는 이상을 내건 이 도시에 사는 텐노우지 코타로우(天王寺瑚太朗)는
칸베 코토리(神戸小鳥), 요시노 하루히코(吉野晴彦) 등의 친구들과 평범한 나날을 보내고 있었다.
그렇게 평화로운 카자마츠리 도시에, 연 1 회의 소란스러운 시기가 찾아오려 하고 있었다.
도시를 올린 수확제. 거대한 문화제와 같은 그 행사에, 코타로우는 기사의 재료거리 모으기 아르바이트를 시작하게 된다.
카자마츠리에서는 미확인 생물의 정보나, 오칼트틱한 소문이 정말 그럴싸하게 (まことしやかに) 숙덕거려지고 있었기 때문이다.
동 시기에, 코타로우의 몸에 이해할 수 없는 사건이 닥치기 시작한다.
코타로우는 오칼트 연구회의 부장 ・ 센리 아카네 (千里朱音)에 도움을 청해,
아는 사람의 학생들도 말려들게 한 조사를 개시한 것이었다.
그것은 코타로우에 있어, 조금은 모험을 해 볼 작정이었다.
부산스럽게 동료들과 지내갈 수 있다면, 그것으로 좋았다.
코타로우는 아직 깨닫지 못한다. 그것이 아무도 모르는 “진실”에의 탐구로 연결되어 가는 것을.
고쳐 쓸 수가 있을까. 그녀의, 그 운명을.

## 등장인물
2010년에 성우 캐스팅이 공개되었다.
텐노지 코타로 (天王寺 瑚太朗)
성우: 모리타 마사카즈
이 작품의 주인공이다.
칸베 코토리(神戸 小鳥)
성우: 사이토 치와
이 작품의 메인 히로인으로, 코타로의 소꿉 친구이다. 활기가 가득 찬 작은 동물 같은 구석이 있는 성격을 가지고 있다.
센리 아카네(千里 朱音)
성우: 키타무라 에리
푸른 리본으로 장식한 소녀로, 코타로의 선배이다. 오컬트 연구회의 부장으로 '학원의 마녀'라고 일컬어지기도 한다. 하지만 미묘하게 수수한 면을 소유하고 있기도 하다.
오오토리 치하야(鳳 ちはや)
성우: 시노미야 사야
블레이저 코트의 차림으로 코타로의 학교에 전학 온 철부지의 소녀이다. 품위있는 아가씨 같은 성격으로 코타로와는 항상 말싸움이 끊이질 않는다.
나카츠 시즈루(中津 静流)
성우: 스즈키 케이코
금발의 소녀로 주인공의 후배이다.
코노하나 루치아(此花 ルチア)
성우: 아사키 리사
카리스마 소유의 코타로의 반장(클래스 위원장)이다.
니시쿠죠 도우카(西九条 灯花)
성우: 타나카 료코
코타로가 속해 있는 학교의 선생님이다.
요시노 하루히코(吉野 晴彦)
성우: 야니기다 쥰이치
코타로와 접촉이 잦은 소년이다.
오오토리 사쿠야(鳳 咲夜)
성우: 코니시 카츠유키
안경을 쓴 집사이다.
미도우(ミドウ)
성우: 호시 소이치로
카가리(篝)
성우: 하나자와 카나

## 스태프
다음은 공식 홈페이지에 공개된 정보를 기준으로 한 스태프 목록이다.
- 제작총괄: 마에다 쥰
- 원안, 원화: 히노우에 이타루
- 시나리오: 다나카 로미오, 용기사07, 도노카와 유토
- 음악: 오리토 신지, 마에다 쥰
- CG: 시노리~, Na-Ga 등
- 배경: 토리노
- 검수: 마에다 쥰
- 2nd 오프닝 애니메이션 - WHITE FOX

이전작인 리틀 버스터즈!까지 시나리오 부문에도 참여했던 마에다 쥰은 이번 작부터는 음악 부문만 담당하며, 전체적인 제작 총괄을 담당하게 되었다. 대신 시나리오 부문에는 크로스 채널의 다나카 로미오와 쓰르라미 울적에 시리즈의 용기사07이 새롭게 참여하게 되었다.
리틀 버스터즈!에서 원화 구성에도 참여했던 Na-Ga는 본래 담당인 CG 부문을 담당하게 되어, 원화 부문은 다시 히노우에 이타루가 단독으로 담당하게 되었다.

## TV 애니메이션
2015년 9월 27일에 애니메이션화 프로젝트가 발표되어, 2016년 7월부터 9월까지 TOKYO MX・도치기 TV・군마 TV・마이니치 방송・BS11에서 방영되었다. 제1화는 1시간으로 방영되었다. 제1기 최종화 방송 직후에 2nd 시즌의 방송이 발표되어, 2017년 1월부터 방영되었다.

### 주제가
오프닝 테마 「Philosophyz 〜TV animation ver.〜」
작사 - 토노카와 유토 / 작곡 - 오리토 신지 / 편곡 - MintJam / 노래 - 미즈타니 루나
엔딩 테마 「ささやかなはじまり 〜TV animation ver.〜」
작사・작곡・편곡 - 츠카고에 유이치로 / 노래 - 미츠타니 루나
「End of the Wolrd」
작사・작곡 - 마에다 쥰 / 노래 - 쿠마키 안리

### 각화 리스트
| 화수 | 원어 부제              | 번역 부제                    | 각본                       | 그림 콘티                                       | 연출                                         | 작화감독 |
| ---- | ---------------------- | ---------------------------- | -------------------------- | ----------------------------------------------- | -------------------------------------------- | --- |
| #1   | 世界か、自分か         | 세계인가, 자신인가           | 아오시마 타카시            | 텐슈 (天衝) 코지마 마사시 (小島正士)            | 에이토 미츠토 (英戸美津都)                   | 노나카 마사유키(野中正幸) 코지마 아키라(小島彰) 이시이 카오리(石井かおり) 소토야마 요스케(外山陽介) 카츠라 켄이치로(桂憲一郎)                                                                                                 |
| #2   | 青春が始まる場所       | 청춘이 시작되는 장소         | 타카하시 타츠야 (高橋龍也) | 코지마 마사시                                   | 에구치 다이스케 (江口大輔)                   | 사토 텐쇼(佐藤天昭) 이시이 카오리 히다카 마유미(日高真由美) 토쿠라 에이이치(徳倉栄一) |
| #3   | ウェルカム、超常現象   | 웰컴, 초상 현상              | 아오시마 타카시            | 무라야마 코우스케(村山公輔)                     | 무라야마 코우스케(村山公輔)                  | 이토지마 마사히코(糸島雅彦) 야마우치 노리야스(山内則康) 카메타니 쿄코(亀谷響子) 소토야마 요스케 카네다 히로코(金田弘子) |
| #4   | いつかあの日に帰るまで | 언젠가 그 날로 돌아올 때까지 | 타카하시 타츠야            | 아사이 요시유키 (浅井義之)                      | 이즈미 시로 (和泉志郎)                       | 이케다 히로아키(池田広明) 이와타 요시미(岩田芳美) 미나미하라 요시코(南原孝衣子) |
| #5   | アサヒハルカ           | 아사히 하루카                | 이카미 타카요 (伊神貴世)   | 호소다 나오토 (細田直人)                        | 나카야마 아츠시 (中山敦史)                   | 키쿠치 야스히토(菊池康仁) 유타니 요스케(油谷陽介) 코지마 아키라 후쿠나가 토모코(福永智子) 사카이 히데키(酒井秀基) 시바타 아츠시(柴田篤史) 스즈키 요우코(鈴木祥子) 이시이 카오리                                               |
| #6   | オカ研活動記録         | 오컬연 활동 기록             | 아오시마 타카시            | 요시다 타이조 (吉田泰三)                        | 모리 히로시 (森義博)                         | 이토지마 마사히코 카마타 히토시 (鎌田均) |
| #7   | 失われた場所           | 잃어버린 장소                | 아오시마 타카시            | 코지마 마사시                                   | 마지마 타카히로 (間島崇寛)                   | 사쿠라이 히로야(櫻井祐哉) 사토 텐쇼 코지마 아키라 소토야마 요스케 후쿠나가 토모코 사카이 히데키 야기사와 슈헤이(八木澤修平) 시바타 아츠시 타케모토 미키(竹本未希) 키쿠치 야스히토(菊池康仁) 카네다 히로코                     |
| #8   | 我が名は篝ちゃん       | 내 이름은 카가리 짱          | 아오시마 타카시            | 코지마 마사시                                   | 관다이(関大)                                 | 사쿠라이 코노미(桜井このみ) 이시이 카오리 유타니 요스케 사카이 히데키 |
| #9   | 回り始める運命         | 돌기 시작하는 운명           | 아오시마 타카시            | 요시다 타이조                                   | 모리 히로시                                  | 야마우치 노리야스 씨에 위안치엔(謝苑倩) 이토지마 마사히코 카마타 히토시 이시이 카오리 시바타 아츠시 하마츠 타케히로(浜津武広)                                                                                                 |
| #10  | ただ、友として         | 그저, 벗으로서               | 아오시마 타카시            | 무라야마 코우스케                               | 무라야마 코우스케 마지마 타카히로 (間島嵩寛) | 키쿠치 야스히토(菊地康仁) 사카이 히데키 유타니 요스케 야기사와 슈헤이 카츠라 켄이치로 타케모토 미키(竹本美希) 코지마 아키라 후쿠나가 토모코 스즈키 요우코 시바타 아츠시 바바 류이치(馬場竜一) 후지 텐쇼(藤天昭) 카네다 히로코 |
| #11  | カウントダウン         | 카운트다운                   | 아오시마 타카시            | 나와 무네노리 (名和宗則) 우에다 히토시 (植田均) | 나카야마 아츠시                              | 키쿠치 야스히토 키타무라 쥰이치(北村淳一) 히다카 마나미(日高まなみ) 시게하라 카츠야(重原克也) 사토 코노미(佐藤このみ) 야마우치 노리야스 이토지마 마사히코 카지우라 신이치로(梶浦紳一郎)                                       |
| #12  | 滅びの歌               | 멸망의 노래                  | 아오시마 타카시            | 사토 신지                                       | 모리 히로시                                  | 키쿠치 야스히토 코지마 아키라 사카이 히데키 유타니 요스케 타케모토 미키 후쿠나가 토모코 야마우치 노리야스 카지우라 신이치로 이토지마 마사히코 카마타 히토시                                                                   |
| #13  | 君とかわした約束       | 너와 나눈 약속               | 아오시마 타카시            | 코지마 마사시 에바타 료마 (江畑諒真)            | 에구치 다이스케                              | 시바타 아츠시 야기사와 슈헤이 키쿠치 야스히토 이시이 카오리 사토 텐쇼 후쿠나가 토모코 바바 류이치 사카이 히데키 코지마 아키라 히다카 마유미 유타니 요스케 사토 코노미 야마우치 노리야스 씨에 위안치엔                         |

### BD / DVD
| 권 | 발매일                | 수록화          | 규격품번      | 규격품번      |
| 권 | 발매일                | 수록화          | BD 한정판     | DVD 한정판    |
| -- | --------------------- | --------------- | ------------- | ------------- |
| 1  | 2016년 9월 28일       | 제1화           | ANZX-13501/2  | ANZB-13501/2  |
| 2  | 2016년 10월 26일      | 제2화 - 제3화   | ANZX-13503/4  | ANZB-13503/4  |
| 3  | 2016년 11월 23일 예정 | 제4화 - 제5화   | ANZX-13505/6  | ANZB-13505/6  |
| 4  | 2016년 12월 21일 예정 | 제6화 - 제7화   | ANZX-13507/8  | ANZB-13507/8  |
| 5  | 2017년 1월 25일 예정  | 제8화 - 제9화   | ANZX-13509/10 | ANZB-13509/10 |
| 6  | 2017년 2월 22일 예정  | 제10화 - 제11화 | ANZX-13511/2  | ANZB-13511/2  |
| 7  | 2017년 3월 22일 예정  | 제12화 - 제13화 | ANZX-13513/4  | ANZB-13513/4  |